# Красивка (Тульская область)
Красивка — деревня в Чернском районе Тульской области России.
В рамках административно-территориального устройства относится к Красивской сельской администрации Чернского района, в рамках организации местного самоуправления входит в Липицкое сельское поселение.

## География
Расположена в 94 км к юго-западу от областного центра и в 6 км к востоку от райцентра, посёлка городского типа Чернь.

## Население
| 2002 | 2010 |
| ---- | ---- |
| 145  | ↗169 |

Население — 169 чел. (2010).